# Finn (Dolph & Wulff)
Finn er en af de primære karakterer i det populære tv-program Dolph og Wulff med venner. Han spilles af Uffe Holm. Finn er en orangutang, der har gået på showskole i Vejle. Han er selvudnævnt multikunstner men uden det store talent. Hans vitser er aldrig sjove, og han kan ikke lave parodier.

## Citater
- "En mand kommer ind på en bar, der er en zebra, og så sker der noget sjovt."
- "Finn han tjekker!"
- "Jeg er en multikunstner!"
- "Wuuuuuulff du min bedste ven!"
- "Koleeeeega!"
- "Jeg er en crazy monkey."

Og da han skal lave en parodi:
- Finn: "Kender du Poul Nyrup?"
- Wulff: "Ja!"
- Finn: "Fuck ham kan jeg ikke!!!